# Roche-la-Molière
Roche-la-Molière ist eine französische Gemeinde im Arrondissement Saint-Étienne im Département Loire in der Region Auvergne-Rhône-Alpes. Sie liegt etwa 50 Kilometer südwestlich von Lyon im Zentralmassiv. Die 9853 Einwohner (Stand 1. Januar 2022) der Stadt bezeichnen sich als Rouchonnes bzw. Rouchons. Roche-la-Molière liegt etwa fünf Kilometer östlich der Loire und westlich von Saint-Étienne.

## Geschichte
Erst im 13. Jahrhundert wurde der Ort (unter anderem 1252 als Guillelmus de Rocha Moeyr) erwähnt.
Sehenswert ist das Schloss, das später entstand. 
|  |  |

## Bevölkerungsentwicklung
| Jahr                       | 1962   | 1968   | 1975 | 1982 | 1990   | 1999   | 2006   | 2017 |
| -------------------------- | ------ | ------ | ---- | ---- | ------ | ------ | ------ | ---- |
| Einwohner                  | 10.142 | 10.614 | 9893 | 9211 | 10.103 | 10.123 | 10.365 | 9697 |
| Quellen: Cassini und INSEE |        |        |      |      |        |        |        |      |